# Воронежская областная юношеская библиотека имени В. М. Кубанева
Воронежская областная юношеская библиотека им. В. М. Кубанева — ведущий культурный и  информационный центр Воронежской области в сфере библиотечного обслуживания молодёжи.
Сотрудники Библиотеки ведут активную работу по патриотическому, нравственному, правовому и экологическому воспитанию юношества. По состоянию на 2014 год фонды учреждения насчитывают 174 965 экземпляров, ежегодная выдача составляет 236 408 экземпляров. 
Директор ГБУК ВО ВОЮБ им. В.М. Кубанева — Попова Оксана Васильевна.

## История библиотеки
В 1954 году в Воронеже была открыта  городская юношеская библиотека. Пятнадцать лет спустя она получила статус центральной юношеской библиотеки города и стала осуществлять методическое руководство библиотеками области по обслуживанию молодёжи. С 1975 года учреждение было преобразовано в Воронежскую областную юношескую библиотеку. В 2000 году Библиотеке было присвоено имя В. М. Кубанева (к 80-летию со дня рождения), исследованием и пропагандой творчества которого сотрудники занимаются уже много лет: проводятся ежегодные "Кубаневские чтения", собираются материалы для музея поэта и т.д.. В 2009 году Воронежская областная юношеская библиотека им. В. М. Кубанева к своему 55-летнему юбилею получила личный герб. .

## Структура библиотеки
- Отдел художественной литературы
- Отдел отраслевой и краеведческой литературы
- Отдел искусств и медиатека
- Отдел методико – библиографической работы
- Отдел комплектования и обработки фондов
- Молодежный информационный центр
- Региональный центр поддержки и развития культурных инициатив